# Ghara Baba
Ghara Baba – wieś w Iranie, w ostanie Azerbejdżan Zachodni, w szahrestanie Takab. W 2006 roku liczyła 32 mieszkańców.